# Jerdy Schouten
Jerdy Schouten (Hellevoetsluis, 12 januari 1997) is een Nederlands betaald voetballer die doorgaans speelt als middenvelder. In augustus 2023 verruilde hij Bologna voor PSV. Schouten maakte in 2022 zijn debuut in het Nederlands elftal. Voetballer Henk Schouten was zijn oudoom.

## Clubcarrière

### ADO Den Haag
Schouten kwam in 2008 terecht in de jeugdopleiding van ADO Den Haag, waar hij anderhalf jaar buitenspel stond door een blessure. Door een compartimentsyndroom kon hij al die tijd niet in actie komen. Op 21 november 2016 maakte de aanvaller zijn rentree bij de beloften van ADO. Door een doelpunt van Daryl van Mieghem stonden de Haagse beloften met 0–1 achter toen Schouten in de tweeënzeventigste minuut het veld inkwam. Hij wist tweemaal te scoren, waaronder in de derde minuut van de blessuretijd. Hierdoor won ADO alsnog de wedstrijd.
Begin december maakte hij zijn debuut in het eerste elftal, in de Eredivisie. Door een blessure van Mike Havenaar was er plek voor een aanvaller in de selectie en dat werd Schouten. Op 10 december werd op bezoek bij N.E.C. met 3–0 verloren door doelpunten van Kévin Mayi en Mohamed Rayhi, terwijl Tyronne Ebuehi een eigen doelpunt maakte. Negen minuten voor het einde van de wedstrijd viel Schouten in voor Gervane Kastaneer, maar de stand veranderde niet. Hierna speelde hij ook nog tegen Ajax en in de beker tegen Feyenoord, beide duels als invaller.

### Telstar
In de zomer van 2017 maakte Schouten de overstap naar Telstar, waar hij zijn handtekening zette onder een verbintenis voor de duur van één seizoen, met een optie op een jaar extra. Deze optie werd in februari 2018 gelicht. Zijn verblijf bij Telstar bleef niettemin beperkt tot een jaar. 

### Excelsior
In de zomer van 2018 werd Schouten overgenomen door Excelsior, waar hij voor drie seizoenen tekende. Hiermee keerde hij terug in de Eredivisie. Bij Excelsior speelde hij eenendertig competitieduels en hij wekte de interesse van diverse clubs. 

### Bologna
Bologna betaalde in juli 2019 circa drie miljoen euro om de middenvelder over te nemen. In Italië tekende hij voor vijf seizoenen. In de eerste seizoenshelft bleef zijn inzet beperkt tot zes wedstrijden, daarna kreeg hij meer speeltijd. Schouten groeide in seizoen 2020/21 uit tot basisspeler bij Bologna. Hij miste ruim vier maanden van 2021/22 vanwege verschillende fysieke klachten, om in 2022/23 weer vrijwel iedere speelronde te spelen. Aan het begin van het seizoen 2022/23 werd de verbintenis van Schouten opengebroken en met twee jaar verlengd.

### PSV
Schouten keerde in augustus 2023 terug naar Nederland en tekende een contract tot medio 2028 bij PSV. Dat betaalde twaalf miljoen euro voor hem aan Bologna. Hij debuteerde in de eerste competitiewedstrijd na zijn komst, op 19 augustus tegen Vitesse. Tijdens deze wedstrijd liet coach Peter Bosz hem als centrumverdediger invallen in de rust. Hoewel hij voor het middenveld was gehaald, kon Schouten ook centraal achterin zodanig uit de voeten dat Bosz hem in de loop van het seizoen nog een aantal keer daar inzette. Op 30 augustus maakte hij zijn basisdebuut voor PSV tijdens de return in de play-offs van de Champions League, thuis tegen Rangers. Dit duel werd met 5–1 gewonnen, waardoor PSV zich plaatste voor de groepsfase van de Champions League. Op 4 november maakte Schouten zijn eerste doelpunt voor PSV, toen met 0–6 gewonnen werd op bezoek bij Heracles Almelo. Aan het einde van het seizoen 2023/24 kroonde PSV zich tot Nederlands landskampioen. Schouten won ook in 2024/25 de Nederlandse titel met PSV, maar kon daar door blessures aan zijn hamstring en knie zelf minder aan bijdragen dan een jaar eerder. Zijn seizoen eindigde daarom ook al in april zodat hij een knieoperatie kon ondergaan. Trainer Bosz benoemde Schouten in de voorbereiding op het seizoen 2025/26 tot nieuwe aanvoerder van PSV, als opvolger van Luuk de Jong. De middenvelder verlengde begin augustus 2025 zijn contract bij de Eindhovense club tot medio 2030.

## Clubstatistieken
| Seizoen | Club         | Competitie     | Competitie | Competitie | Beker | Beker | Internationaal | Internationaal | Overig | Overig | Totaal | Totaal |
| Seizoen | Club         | Competitie     | Wed.       | Dlp.       | Wed.  | Dlp.  | Wed.           | Dlp.           | Wed.   | Dlp.   | Wed.   | Dlp.   |
| ------- | ------------ | -------------- | ---------- | ---------- | ----- | ----- | -------------- | -------------- | ------ | ------ | ------ | ------ |
| 2016/17 | ADO Den Haag | Eredivisie     | 2          | 0          | 1     | 0     | —              | —              | —      | —      | 3      | 0      |
| 2017/18 | Telstar      | Eerste divisie | 37         | 4          | 1     | 0     | —              | —              | 2      | 0      | 40     | 4      |
| 2018/19 | Excelsior    | Eredivisie     | 31         | 1          | 1     | 0     | —              | —              | 2      | 0      | 34     | 1      |
| 2019/20 | Bologna      | Serie A        | 19         | 0          | 1     | 0     | —              | —              | —      | —      | 20     | 0      |
| 2020/21 | Bologna      | Serie A        | 34         | 1          | 1     | 0     | —              | —              | —      | —      | 35     | 1      |
| 2021/22 | Bologna      | Serie A        | 17         | 1          | 1     | 0     | —              | —              | —      | —      | 18     | 1      |
| 2022/23 | Bologna      | Serie A        | 33         | 0          | 3     | 0     | —              | —              | —      | —      | 36     | 0      |
| 2023/24 | PSV          | Eredivisie     | 29         | 4          | 2     | 0     | 9              | 0              | —      | —      | 40     | 4      |
| 2024/25 | PSV          | Eredivisie     | 18         | 1          | 4     | 0     | 7              | 1              | 1      | 0      | 30     | 2      |
| 2025/26 | PSV          | Eredivisie     | 2          | 1          | 0     | 0     | 0              | 0              | 1      | 0      | 3      | 1      |
| Totaal  | Totaal       | Totaal         | 222        | 13         | 15    | 0     | 16             | 1              | 6      | 0      | 259    | 14     |

Bijgewerkt op 20 augustus 2025.

## Interlandcarrière
In 2020 vertelde bondscoach Frank de Boer dat Schouten in de gaten werd gehouden voor het Nederlands voetbalelftal. Anderhalf jaar later zou hij voor het eerst opgeroepen worden. Bondscoach Louis van Gaal haalde Schouten bij de selectie voor vier interlands in juni 2022. Hij maakte zijn debuut op 8 juni, toen met 1–2 gewonnen werd van Wales in de UEFA Nations League. Vijf minuten na rust gaf hij de assist bij het openingsdoelpunt van Teun Koopmeiners. Zeventien minuten later werd hij gewisseld ten faveure van Frenkie de Jong. Vanaf de reservebank zag hij Rhys Norrington-Davies gelijkmaken en Wout Weghorst zorgen voor de winnende treffer. De andere Nederlandse debutant dit duel was Jordan Teze (PSV).
In mei 2024 werd Schouten door bondscoach Ronald Koeman opgenomen in de voorselectie voor het EK 2024 in Duitsland. Hij maakte anderhalve week later ook deel uit van de definitieve selectie. Nederland overleefde de groepsfase als een van de beste nummers drie na een zege op Polen (1–2), een gelijkspel tegen Frankrijk (0–0) en een nederlaag tegen Oostenrijk (2–3). Hierna werden achtereenvolgens Roemenië (0–3) en Turkije (2–1) verslagen, waarna Engeland in de halve finales met 1–2 te sterk was. Schouten speelde in alle wedstrijden mee. Zijn toenmalige clubgenoten Joey Veerman (eveneens Nederland) en Johan Bakayoko (België) waren ook actief op het EK.
| Interlands van Jerdy Schouten voor Nederland | Interlands van Jerdy Schouten voor Nederland | Interlands van Jerdy Schouten voor Nederland | Interlands van Jerdy Schouten voor Nederland | Interlands van Jerdy Schouten voor Nederland | Interlands van Jerdy Schouten voor Nederland | Interlands van Jerdy Schouten voor Nederland |
| №                                            | Datum                                        | Wedstrijd                                    | Uitslag                                      | Competitie                                   | Goals                                        |                                              |
| Als speler bij Bologna                       | Als speler bij Bologna                       | Als speler bij Bologna                       | Als speler bij Bologna                       | Als speler bij Bologna                       | Als speler bij Bologna                       | Als speler bij Bologna                       |
| -------------------------------------------- | -------------------------------------------- | -------------------------------------------- | -------------------------------------------- | -------------------------------------------- | -------------------------------------------- | -------------------------------------------- |
| 1                                            | 8 juni 2022                                  | Wales – Nederland                            | 1 – 2                                        | Nations League 2022/23                       |                                              |                                              |
| Als speler bij PSV                           |                                              |                                              |                                              |                                              |                                              |                                              |
| 2                                            | 18 november 2023                             | Nederland – Ierland                          | 1 – 0                                        | EK 2024 kwalificatie                         |                                              |                                              |
| 3                                            | 26 maart 2024                                | Duitsland – Nederland                        | 2 – 1                                        | Vriendschappelijk                            |                                              |                                              |
| 4                                            | 6 juni 2024                                  | Nederland – Canada                           | 4 – 0                                        | Vriendschappelijk                            |                                              |                                              |
| 5                                            | 10 juni 2024                                 | Nederland – IJsland                          | 4 – 0                                        | Vriendschappelijk                            |                                              |                                              |
| 6                                            | 16 juni 2024                                 | Polen – Nederland                            | 1 – 2                                        | EK 2024 groepsfase                           |                                              |                                              |
| 7                                            | 21 juni 2024                                 | Nederland – Frankrijk                        | 0 – 0                                        | EK 2024 groepsfase                           |                                              |                                              |
| 8                                            | 25 juni 2024                                 | Nederland – Oostenrijk                       | 2 – 3                                        | EK 2024 groepsfase                           |                                              |                                              |
| 9                                            | 2 juli 2024                                  | Roemenië – Nederland                         | 0 – 3                                        | EK 2024 achtste finale                       |                                              |                                              |
| 10                                           | 6 juli 2024                                  | Nederland – Turkije                          | 2 – 1                                        | EK 2024 kwartfinale                          |                                              |                                              |
| 11                                           | 10 juli 2024                                 | Nederland – Engeland                         | 1 – 2                                        | EK 2024 halve finale                         |                                              |                                              |
| 12                                           | 7 september 2024                             | Nederland – Bosnië en Herzegovina            | 5 – 2                                        | Nations League 2024/25                       |                                              |                                              |
| 13                                           | 10 september 2024                            | Nederland – Duitsland                        | 2 – 2                                        | Nations League 2024/25                       |                                              |                                              |

Bijgewerkt op 20 augustus 2025.

## Erelijst
| Competitie           | Aantal | Jaren            |
| PSV                  | PSV    | PSV              |
| -------------------- | ------ | ---------------- |
| Eredivisie           | 2      | 2023/24, 2024/25 |
| Johan Cruijff Schaal | 1      | 2025             |